# Tram UITE serie 900
Le elettromotrici serie 900 dell'Unione Italiana Tramways Elettrici (UITE), dette anche Littorine o tipo Genova, erano una serie di vetture tranviarie bidirezionali, a scartamento metrico, in servizio sulla rete tranviaria di Genova.
Altre unità pervennero in seguito a varie vicende alle reti di Belgrado e di Innsbruck.

## Storia

### Le vetture genovesi

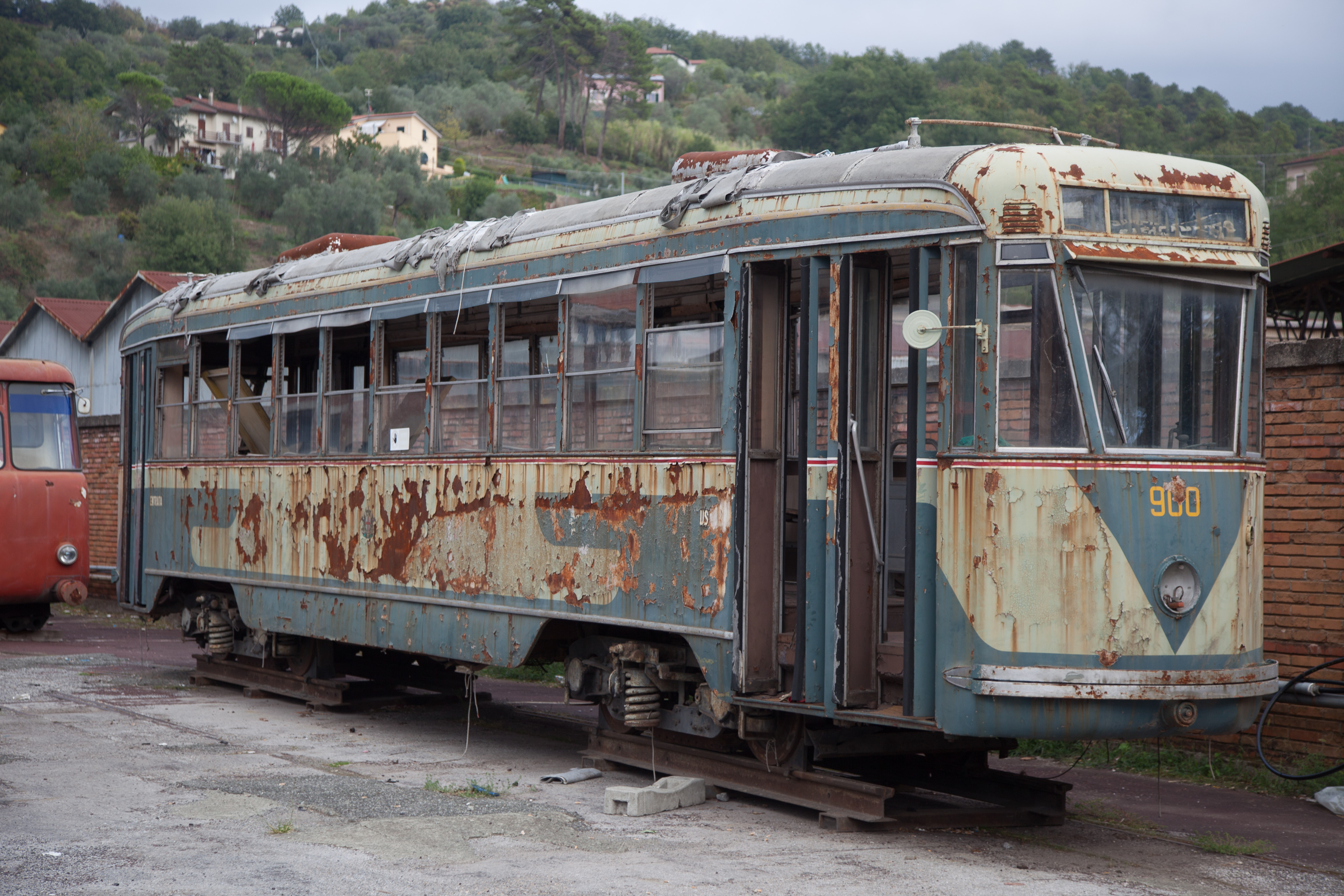
La vettura 900 dell'Associazione Fitram in attesa di Restauro

In seguito alla necessità di rinnovare il parco tranviario sociale, la società UITE, esercente la rete tranviaria urbana genovese, progettò nelle proprie officine un nuovo tipo di vettura bidirezionale a carrelli, con cassa elettrosaldata autoportante di nuovo disegno. Il progetto fu guidato dall'ingegnere Giuseppe Barbieri, direttore generale dell'azienda, che aveva già ideato un modello di tram simile per la rete tranviaria di Bologna, per la quale aveva lavorato in precedenza.
Il prototipo, numerato 900, venne costruito nel 1939 nelle stesse officine sociali, con il concorso attivo delle maestranze. Ne risultò una vettura moderna, apprezzata dal personale per la facilità di guida e dall'utenza per il comfort di marcia. In particolare si segnalava l'elevata capacità di accelerazione (2 m/s²), resa possibile dalla leggerezza del veicolo e dall'avviamento elettropneumatico.
Al prototipo fecero seguito altre 99 vetture (numerate da 901 a 999), consegnate nel 1939-40 e costruite, oltre che dalle officine UITE, dall'Ansaldo, dalla Piaggio e dalle Officine Bagnara, tutte con equipaggiamento elettrico della CGE e carrelli TIBB.
Già nel 1940 sei unità (984 ÷ 989) furono cedute dalla UITE alla Breda, ricevendo in cambio quattro unità analoghe ma articolate a due casse, che andarono a costituire la serie 1100 e furono i primi tram articolati del capoluogo ligure. Le sei "littorine" furono poi cedute dalla Breda alla rete di Belgrado.
A Genova entrarono pertanto in servizio solo 94 unità (900 ÷ 983 e 990 ÷ 999); nel 1944 l'unità 995 fu distrutta da un bombardamento, e ricostruita al termine del conflitto come vettura unidirezionale a tre porte.
Negli anni sessanta, a seguito della progressiva contrazione della rete e della sua sostituzione con linee di autobus, la UITE tentò di vendere dodici unità alla rete di Zagabria, ma la trattativa non andò a buon fine (i quattro esemplari articolati della serie 1100 vennero invece ceduti alla tranvia di Neuchâtel, in Svizzera). Nel 1966 fu proprio una "littorina", la 935, a chiudere l'epoca dei tram a Genova, svolgendo l'ultima corsa in assoluto.
Tutte le vetture furono così accantonate; non trovando acquirenti, vennero demolite quasi tutte nel 1971. La sola unità sopravvissuta, la 973, fu restaurata nel 1980 (con numero di matricola 900) e per qualche tempo è stata conservata nella rimessa "Gavette" dell'AMT come rotabile storico per essere poi ricoverata all'aperto nella zona di Campi.

### Le vetture della rete di Belgrado
Nel marzo del 1940 la società esercente la rete tranviaria di Belgrado ordinò alla Breda una serie di 15 vetture tranviarie, costituite dalle già citate 6 unità ex-UITE e da ulteriori 9 unità da costruirsi ex novo da parte della stessa Breda.
Le 6 unità genovesi giunsero subito a Belgrado e vennero numerate nella serie 37 ÷ 42. La successiva serie di 9 unità venne invece destinata d'autorità alla rete di Innsbruck, ma a causa degli eventi bellici la Breda riuscì a completare solo un'unità, giunta ad Innsbruck nel 1944 e numerata 90.
La costruzione delle otto unità mancanti (non più destinate ad Innsbruck, ma di nuovo a Belgrado) venne ripresa nel dopoguerra, ricavandone però delle vetture monodirezionali classificate nella serie 43 ÷ 50.
Le vetture 37 ÷ 42 furono trasformate anch'esse in monodirezionali negli anni cinquanta e restarono in servizio fino al 1978. Successivamente vennero tutte demolite.

### L'unità n. 60 di Innsbruck
Nel giugno del 1944 giunse ad Innsbruck la prima unità di una serie prevista di nove (poi non consegnate), in origine ordinate dalla rete di Belgrado. La vettura, numerata 60, venne soprannominata Die Mailänderin ("la milanese"), e rappresentava il tram più moderno in servizio nell'intera Austria.
La "milanese" fece servizio fino al 1977, e quindi venne ceduta ad un'associazione amatoriale di Klagenfurt; tornò ad Innsbruck nel 1990, dove venne restaurata ad opera dell'associazione Tiroler Museumsbahnen ed utilizzata per servizi rievocativi.